# Иис
Ии́с (фр. Hiis, окс. Hins) — коммуна во Франции, находится в регионе Юг — Пиренеи. Департамент — Верхние Пиренеи. Входит в состав кантона Лалубер. Округ коммуны — Тарб.
Код INSEE коммуны — 65221.

## География
Коммуна расположена приблизительно в 660 км к югу от Парижа, в 120 км юго-западнее Тулузы, в 11 км к югу от Тарба.
Коммуна расположена в местности Бигорр. По территории коммуны протекает река Адур.

## Климат
Климат умеренно-океанический с солнечной тёплой погодой и обильными осадками на протяжении практически всего года.

## Население
Население коммуны на 2010 год составляло 218 человек.
| 1962 | 1968 | 1975 | 1982 | 1990 | 1999 | 2010 |
| ---- | ---- | ---- | ---- | ---- | ---- | ---- |
| 140  | 153  | 149  | 144  | 183  | 210  | 218  |

## Администрация
| Период | Период | Фамилия     | Партия | Примечания |
| ------ | ------ | ----------- | ------ | ---------- |
| 2001   | 2014   | Бернар Дюг  |        |            |
| 2014   | 2020   | Люк Кастель |        |            |

## Экономика
В 2010 году среди 133 человек трудоспособного возраста (15-64 лет) 105 были экономически активными, 28 — неактивными (показатель активности — 78,9 %, в 1999 году было 69,0 %). Из 105 активных жителей работали 99 человек (50 мужчин и 49 женщин), безработных было 6 (5 мужчин и 1 женщина). Среди 28 неактивных 8 человек были учениками или студентами, 16 — пенсионерами, 4 были неактивными по другим причинам.

## Фотогалерея

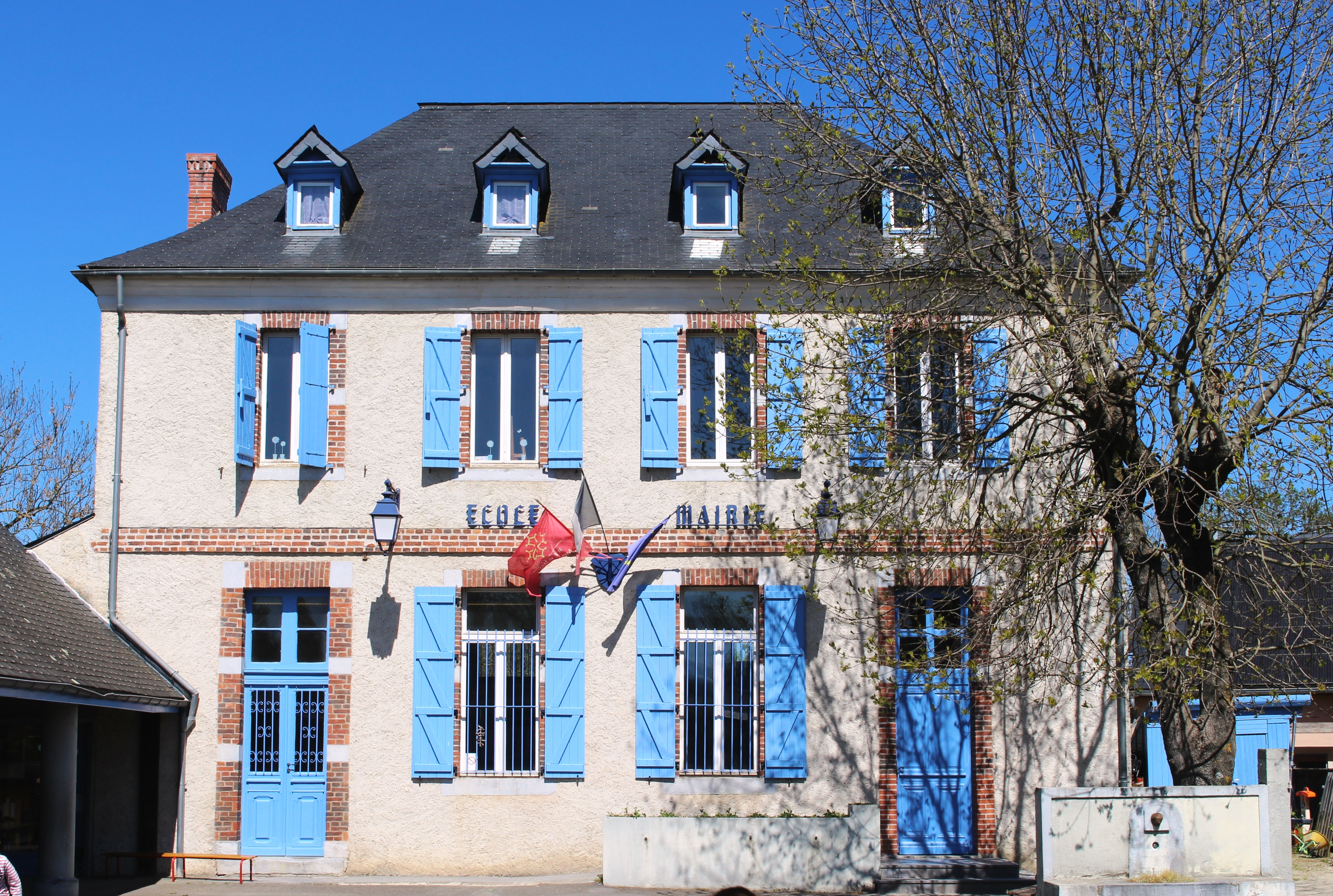
Мэрия
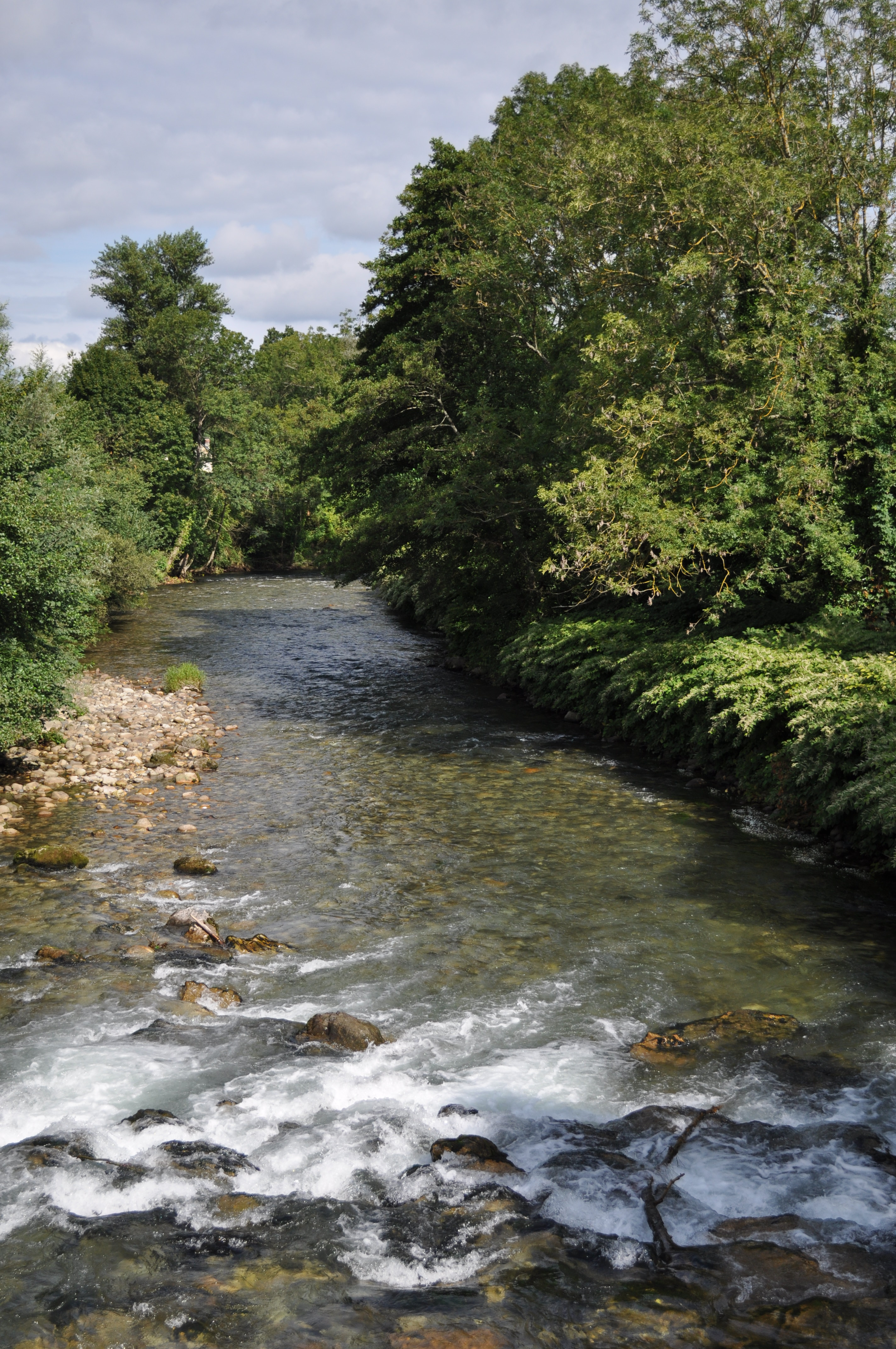
Река Адур
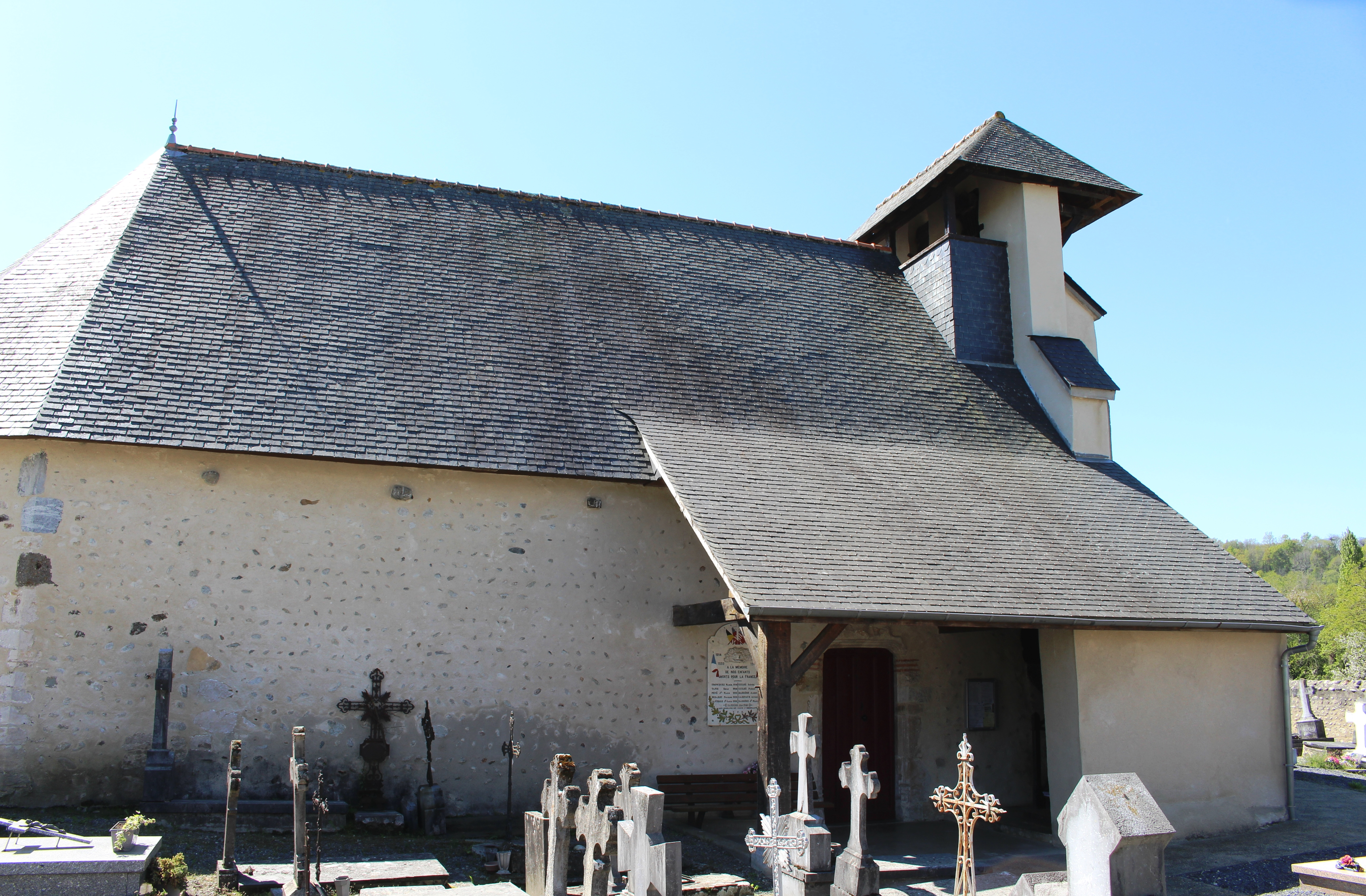
Церковь
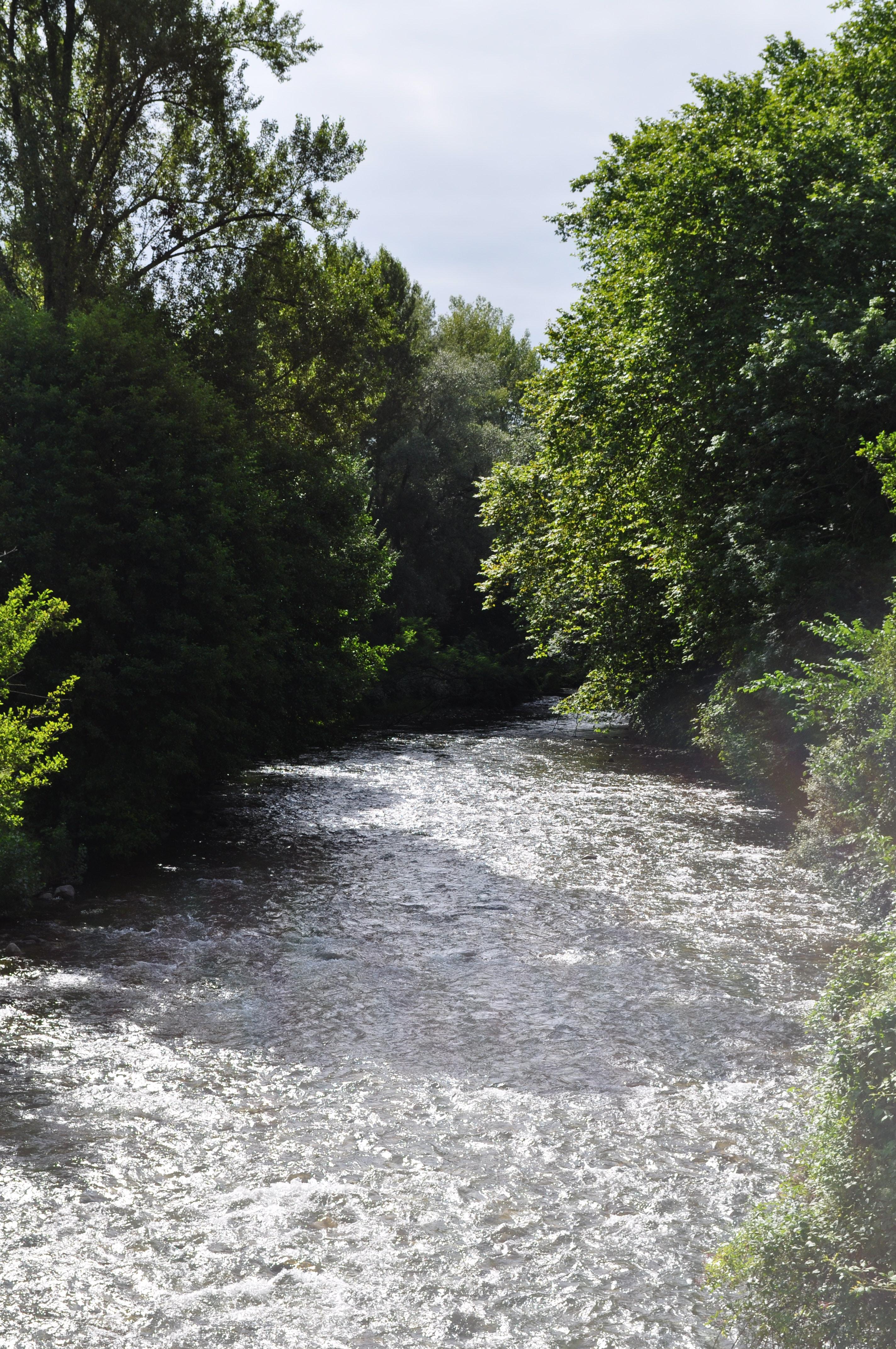
Река Адур
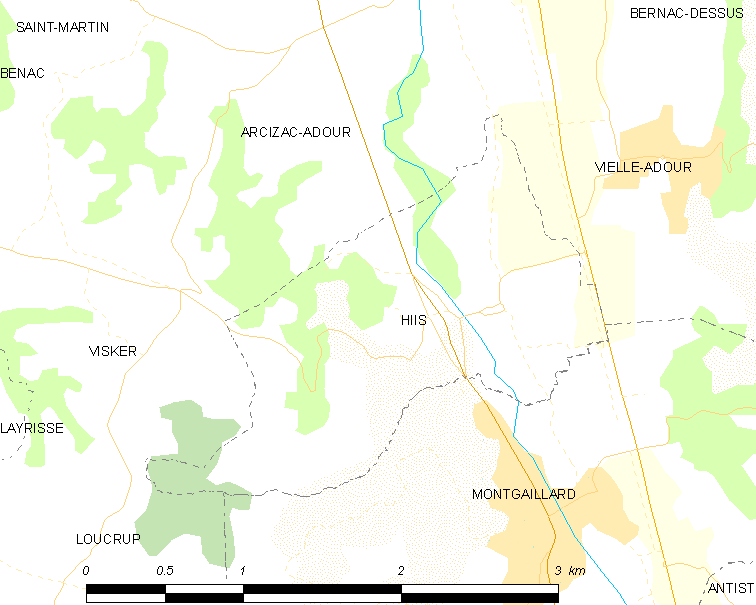
Карта коммуны